# تمثال روبرت إدوارد لي
تمثال روبرت إدوارد لي (بالإنجليزية:Robert Edward Lee Sculpture) هو تمثال تاريخي مصنوع من البرونز نحت قي عام 1924 ويقع في في مدينة شارلوتسفيل، بولاية فيرجينيا ويمثل شخصية الجنرال الأمريكي روبرت إدوارد لي وهو يمتطي حصانه. في عام 1997 أدرج التمثال في السجل الوطني للأماكن التاريخية.

## قرار ازالة التمثال
في 11 أغسطس  2017، اندلعت اشتباكات بين المؤيدي القوميين البيض للتمثال والمحتجين المعارضين حول إزالة التمثال.